# Jankowice (Oława)
Jankowice (deutsch Jungwitz) ist ein Dorf in Niederschlesien. Der Ort liegt in der Gmina Oława im Powiat Oławski in der polnischen Woiwodschaft Niederschlesien.

## Geographie

### Geographische Lage
Das Angerdorf Jankowice liegt zehn Kilometer nordwestlich des Gemeindesitzes und der Kreisstadt Oława (Ohlau) und rund 19 Kilometer südöstlich der Woiwodschaftshauptstadt Breslau. Der Ort liegt in der Nizina Śląska (Schlesische Tiefebene) innerhalb der Równina Wrocławska (Breslauer Ebene). Jankowice liegt am linken Ufer der Oława, einem linken Zufluss der Oder.
Durch den Ort verläuft die Landesstraße Droga krajowa 94. Südlich des Dorfes verläuft die Bahnstrecke Bytom–Wrocław.

### Nachbarorte
Nachbarorte von Jankowice sind im Südosten Marcinkowice (Märzdorf) und im Nordwesten Groblice (Grebelwitz).

## Geschichte
Das Dorf wurde 1413 erstmals als Jenkewicz erwähnt. Der Ortsname leitet sich vom Gründer des Ortes ab, das Dorf des Jankos.
Nach dem Ersten Schlesischen Krieg 1742 fiel Jungwitz zusammen mit dem größten Teil Schlesiens an Preußen. 1783 bestanden im Ort ein Freigut und sieben Haushalte.
Nach der Neugliederung Preußens gehörte die Landgemeinde Jungwitz ab 1815 zur Provinz Schlesien und war ab 1816 dem Landkreis Ohlau eingegliedert. 1874 wurde der Amtsbezirk Rohrau gegründet, welcher die Landgemeinden Jungwitz, Rohrau, Saulwitz und Schockwitz und den Gutsbezirk Rohrau umfasste. Erster Amtsvorsteher war der Kgl. Domänenpächter Kleinod. 1885 zählte der Ort 411 Einwohner.
1933 zählte Jungwitz 466, 1939 wiederum 449 Einwohner. Bis 1945 befand sich der Ort im Landkreis Ohlau.
Als Folge des Zweiten Weltkriegs fiel Jungwitz wie fast ganz Schlesien 1945 an Polen, wurde in Jankowice umbenannt und der Woiwodschaft Breslau angegliedert. Die deutsche Bevölkerung wurde, soweit sie nicht vorher geflohen war, weitgehend vertrieben. Die neu angesiedelten Bewohner waren zum Teil Heimatvertriebene aus Ostpolen. 1999 kam der Ort zum Powiat Oławski in der Woiwodschaft Niederschlesien. 
2000 zählte das Dorf 272 Einwohner.

## Sehenswürdigkeiten
- Denkmal für die Gefallenen des Ersten Weltkriegs

## Vereine
- Freiwillige Feuerwehr OSP Jankowice